# گای دی. گاف
گای دی. گاف (به انگلیسی: Guy Despard Goff) سناتور سابق عضو حزب جمهوری‌خواه ایالات متحده آمریکا بود. وی در سال ۱۹۲۵ تا ۱۹۳۱ میلادی سناتور ایالت ویرجینیای غربی در سنای ایالات متحده آمریکا بود.